# Terminate on Sight
Terminate on Sight (T.O.S.) – drugi album amerykańskiej grupy hip-hopowej G-Unit, wydany 1 lipca 2008. Płytę promują single "I Like Way She Do It", "Rider Pt. 2" i "Close to Me", do których powstały teledyski.

## Lista utworów
| Nr | Tytuł                           | Wykonawca               | Producent                     | Czas |
| -- | ------------------------------- | ----------------------- | ----------------------------- | ---- |
| 1  | "Straight Outta Southside"      | G-Unit                  | Ron Browz                     | 2:36 |
| 2  | "Piano Man"                     | G-Unit                  | Tha Bizness                   | 3:21 |
| 3  | "Close to Me"                   | G-Unit                  | Chris Styles                  | 4:18 |
| 4  | "Rider Pt. 2"                   | G-Unit                  | Rick Rock                     | 2:49 |
| 5  | "Casualties of War"             | G-Unit                  | Ky Miller                     | 3:20 |
| 6  | "You So Tough"                  | G-Unit                  | Ky Miller                     | 3:47 |
| 7  | "No Days Off"                   | G-Unit                  | Dual Output                   | 3:54 |
| 8  | "T.O.S. (Terminate on Sight)"   | G-Unit                  | Ty Fyffe                      | 4:11 |
| 9  | "I Like the Way She Do It"      | G-Unit                  | Street Radio                  | 3:53 |
| 10 | "Kitty Kat"                     | G-Unit                  | Polow da Don                  | 3:49 |
| 11 | "The Party Ain’t Over"          | G-Unit                  | Damien Taylor                 | 3:30 |
| 12 | "Let It Go"                     | G-Unit, Mavado          | Don Cannon                    | 3:06 |
| 13 | "Get Down"                      | G-Unit, Swizz Beatz     | Swizz Beatz & The Individuals | 3:48 |
| 14 | "I Don’t Wanna Talk About It"   | G-Unit                  | Jake One                      | 4:35 |
| 15 | "Ready or Not"                  | Lloyd Banks & Tony Yayo | Jake One                      | 3:39 |
| 16 | "Money Make the World Go Round" | Lloyd Banks & Tony Yayo | Ron Browz                     | 4:14 |